# New Tang Dynasty Television
New Tang Dynasty Television (NTD Television) (NTD, chinesisch 新唐人電視台) ist ein Fernsehsender mit Sitz in New York City, mit Korrespondenten in über 70 Städten weltweit. Der Sender wurde 2001 als chinesischsprachiger Fernsehsender gegründet, hat aber seitdem seine Sprachangebote erweitert. Das Unternehmen konzentriert sich in seinen Nachrichtenübertragungen auf China und berichtet häufig über Menschenrechtsthemen, die in Festlandchina zensiert werden. Die Mission des Senders ist laut eigenen Angaben, unzensierte Informationen über China zu veröffentlichen, die traditionelle chinesische Kultur wiederzubeleben und zu fördern, ein gegenseitiges Verständnis zwischen westlicher und chinesischer Kultur zu ermöglichen.

## Geschichte
NTD wurde 2001 als chinesisches Nachrichtenmedium gegründet. Seine Mission ist es, unzensierte Nachrichten über China anzubieten, über die andere chinesische Medien nicht berichten. Der Sender konzentriert sich regelmäßig auf die Förderung traditioneller chinesischer Kultur, widmet sich chinesischen Menschenrechtsfragen und berichtet kritisch über den Machtmissbrauch durch die Kommunistische Partei Chinas. Die kritische Berichterstattung des Senders über die Kommunistische Partei Chinas führte zur Zensur durch die chinesische Regierung. NTD berichtete, dass die chinesische Regierung in ihre Berichterstattung und Geschäftstätigkeiten eingegriffen habe.
NTD wurde zusammen mit der rechtsradikalen und mit Falun Gong geschäftlich verbundenen Zeitung Epoch Times und dem Radiosender Sound of Hope von Falun-Gong-Praktizierenden gegründet, die in den Westen emigriert waren. Viele ihrer Mitarbeiter praktizieren Falun Gong und bieten freiwillig ihre Zeit und Dienste an. In einem Interview mit dem Wall Street Journal erklärte Präsident Zhong Lee, dass der ursprüngliche Zweck des Unternehmens darin bestand, sich gegen die Verfolgung von Falun Gong durch die chinesische Regierung auszusprechen, doch spiele NTD „auch eine große Rolle … die Demokratie in China voranzutreiben“. Der Sender berichtet über verschiedene Themen, die in Festlandchina tabu sind, wie behördliche Korruption und Bedrohungen im Gesundheitswesen, und bietet eine Plattform für chinesische Menschenrechts- und Pro-Demokratie-Aktivisten.
Seit seiner Gründung hat NTD seine Berichterstattung von Chinesisch auf Englisch, Spanisch, Japanisch, Französisch, Russisch, Persisch, Hebräisch und einige andere Sprachprogramme erweitert. Bis 2013 wurde NTD auch in deutscher Sprache gesendet.
NTD begann im Februar 2002 mit der Ausstrahlung über Satellit in Nordamerika und weitete sein Einzugsgebiet im April 2004 auf das chinesische Festland aus. Gegenwärtig erreicht die Satellitenübertragung Nordamerika, Asien, Europa und Australien in mehreren Sprachen.
Die Fernsehprogramme von NTD können laut Wall Street Journal theoretisch 200 Millionen Zuschauer weltweit erreichen, darunter 50 Millionen in Festlandchina.

## Programm

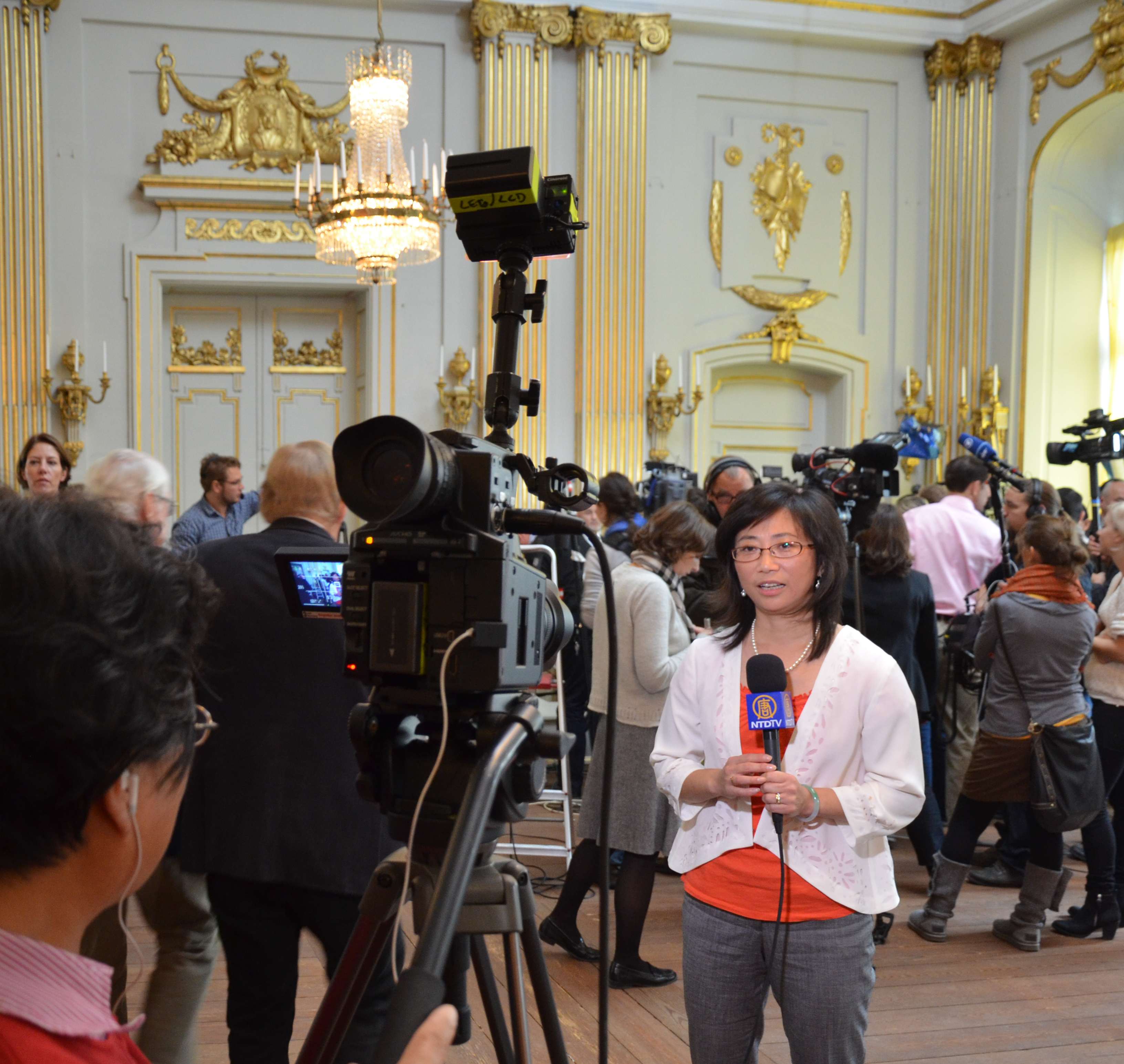
Berichterstattung von NTD Television über die Verkündung des Nobelpreises für Literatur 2012 an Mo Yan, aus der Königlich-Schwedischen Akademie in Stockholm.

NTD sendet rund um die Uhr und bietet eine Vielzahl eigenständiger und übergreifender Programme, darunter Nachrichten und Analysen, Kunst und Kultur, Reisen, Unterhaltungsprogramme, Gesundheit und Lifestyle sowie Kinderprogramme.
Der Sender ist vor allem für seine Nachrichtensendungen und Analysen bekannt, die Kritik an der chinesischen Regierung wegen verschiedener Menschenrechtsverletzungen, einschließlich der Verfolgung von Falun-Gong-Praktizierenden, enthalten.
Laut Wall Street Journal sendete NTD 2003 Nachrichten über das Schwere Akute Atemwegssyndrom (SARS), und zwar drei Wochen bevor die chinesische Regierung öffentlich zugab, dass es überhaupt eine Epidemie gegeben hat. Der Sender berichtete ausführlich über die demokratischen Wahlen in Taiwan und den Tod des ehemaligen chinesischen Generalsekretärs Zhao Ziyang. Der chinesischsprachige Sender bringt regelmäßig eine Videoversion der Neun Kommentare über die Kommunistische Partei; eine redaktionelle Serie, welche die Herrschaft der Kommunistischen Partei in China kritisiert, mit dem Fokus auf die Geschichte der politischen Repressionen der Partei, ihres Propagandaapparates und ihren Angriffen auf die traditionelle Kultur und ihre Wertesysteme.

## Kulturelle Reichweite
Als Teil seiner Mission das Bewusstsein über die traditionelle chinesische Kultur und deren Wertschätzung zu fördern, organisiert und produziert NTD eine Vielzahl kultureller Outreach-Programme, wie beispielsweise über klassischen chinesischen Tanz, Kampfkunst und kulinarische Wettbewerbe. Der Sender gestaltet diese Aktivitäten innerhalb des Kontextes der Wiederbelebung „wahrer chinesischer kultureller und moralischer Traditionen, die unter der Herrschaft der Kommunistischen Partei verlorengegangen sind“.
Von 2004 bis 2006 produzierte und übertrug NTD jährlich zum chinesischen Neujahr das Chinese New Year Spectacular, eine Aufführung mit klassischem chinesischen Tanz und Musik. Die Inhalte der Aufführungen variierten von ethnischen und volkstümlichen Tänzen bis zu musikalischen Solodarbietungen. Des Weiteren wurden in den Tanzdarbietungen chinesische Legenden und Erzählungen dargestellt sowie die bis heute andauernde Verfolgung von Falun-Gong-Praktizierenden in China. Seit 2007 werden die Bühnenproduktionen von Shen Yun Performing Arts fortgesetzt, einem Ensemble für Darstellende Kunst und Unterhaltung mit Sitz in New York.
2008 begann der Sender mit jährlichen Wettbewerben für Teilnehmer ethnischer Volksgruppen aus China. Die Wettbewerbe fanden in den Bereichen des klassischen chinesischen Tanzes und der Kampfkunst, des traditionellen Bekleidungsdesigns, der Malerei, Musik und Fotografie sowie der chinesischen Küche statt.
Seit September 2012 strahlt NTD auf seinem YouTube-Kanal China Uncensored (September 2020: 1.430.000 Abonnenten) eine wöchentliche Nachrichten- und Satire-Sendung aus, die von Chris Chappell moderiert wird. Die Themen der Sendung beinhalten aktuelle Nachrichten über China und über die Kommunistische Partei Chinas sowie Kritik an der chinesischen Regierung und Analysen zu deren staatlichen Medien.
Im Februar 2020 startete NTD den Youtube-Kanal China in Focus, um dem Zuschauer täglich Nachrichten aus erster Hand über China zur Verfügung zu stellen. Im September 2020 hatte China in Focus 553.000 Abonnenten und über 103 Millionen Aufrufe. Die deutsche Version China im Fokus folgte im April 2020.

## Zensur
Die chinesische Botschaft in den Vereinigten Staaten beschuldigte NTD „Anti-China-Propaganda“ und „verdrehte chinesische Kultur“ zu verbreiten und versuchte US-Regierungsbeamte davon abzuhalten, die Neujahrsaufführung von Shen Yun zu besuchen.
Im Juni 2008 wurde Eutelsat vom Medienwächter Reporter ohne Grenzen beschuldigt, am 16. Juni die Übertragungen von NTD durch seinen W5-Satelliten beendet zu haben, um die chinesische Regierung zu beschwichtigen. Gleichzeitig wurde an Eutelsats Geschäftsführer Giuliano Berretta appelliert, diese Entscheidung schnellstens zurückzuziehen. Laut Reporter ohne Grenzen war das Abschalten von NTD eine „vorsätzliche, politisch motivierte Entscheidung“ gewesen. Reporter ohne Grenzen erklärte, sie seien im Besitz einer Aufzeichnung einer Konversation mit einem Angestellten von Eutelsat in Peking, der die Vorwürfe bestätigte.
Am 20. August 2008 veröffentlichte die Internationale Journalisten-Föderation eine Stellungnahme, in der Eutelsat aufgefordert wurde, NTD sowie drei Radiosender, einschließlich Sound of Hope, wieder auszustrahlen. In der Stellungnahme wurde Eutelsat beschuldigt, dem politischen Druck aus China nachgegeben zu haben, und argumentiert, dass die bevorstehenden Olympischen Spiele in Peking dazu geführt hatten, dass die chinesische Regierung zunehmend Druck ausübte, die Ausstrahlung von NTD einzustellen.
Auch das Europäische Parlament forderte Eutelsat auf, seine Entscheidung, NTD abzuschalten, rückgängig zu machen. Daraufhin veröffentlichte Eutelsat eine Pressemitteilung und gab eine schriftliche Erklärung heraus, in der alle Anklagepunkte der Zensur gegen NTD bestritten wurden. Das Unternehmen behauptete, der Ausfall von NTD sei ausschließlich durch technisches Versagen des W5-Satelliten verursacht worden, und fügte hinzu, dass NTD in ganz Europa über Hot Bird von Eutelsat ausgestrahlt werde. Hot Bird kann jedoch im Gegensatz zu W5 nicht in China empfangen werden.
Im Juni 2010 sagte das Büro des kanadischen Premierministers eine Pressekonferenz ab, an der NTD und Epoch Times teilgenommen hätten, sodass Hu Jintao, der damalige Generalsekretär der Kommunistischen Partei Chinas, nicht mit dem Sender in Berührung kam; angeblich wurde damit den Richtlinien des chinesischen Konsulats entsprochen. Laut Toronto Star sind solche Pressekonferenzen Standardverfahren für ausländische Staats- und Regierungschefs, die das Parlament besuchen; deshalb wurde diese Absage als außergewöhnliche Maßnahme angesehen, um NTD vom chinesischen Generalsekretär fernzuhalten.
Auf YouTube wird NTD Television und seine Kanäle durch das chinesische Verbot von Video-Sharing-Webseiten blockiert. Die Website und die Kanäle von NTD sind jedoch weiterhin zugänglich, wenn die chinesische Internet-Firewall umgangen wird.

## NTD Canada
Am 25. Juli 2012 startete NTD offiziell den Sender NTD Canada, ein lokaler Kanal für chinesische Zuschauer in Kanada. NTD Canada ist ein mehrsprachiger Sender, der Programme in Kantonesisch, Mandarin, Englisch und Französisch ausstrahlt, um Chinesisch-Kanadier der zweiten und dritten Generation zu erreichen, die eventuell nicht mehr so gut Chinesisch sprechen wie Englisch oder Französisch.

## Anderssprachige Sender
Neben dem Hauptsender in Chinesisch sendet NTD noch in anderen Sprachen, wie Taiwanesisch, Englisch (englischsprachige Programme gibt es in den USA und Australien), Französisch, Russisch, Japanisch, Koreanisch, Indonesisch, Vietnamesisch und Spanisch.